# Porcellium euboicum
Porcellium euboicum is een pissebed uit de familie Trachelipodidae. De wetenschappelijke naam van de soort is voor het eerst geldig gepubliceerd in 1984 door Helmut Schmalfuss.